# Яблоня (река)
Я́блоня — река в Сычёвском районе Смоленской области России. Впадает в Лосмину слева в 600 м от её устья, в 6 км ниже Сычёвки. Длина — 51 км. Площадь водосборного бассейна — 152 км².

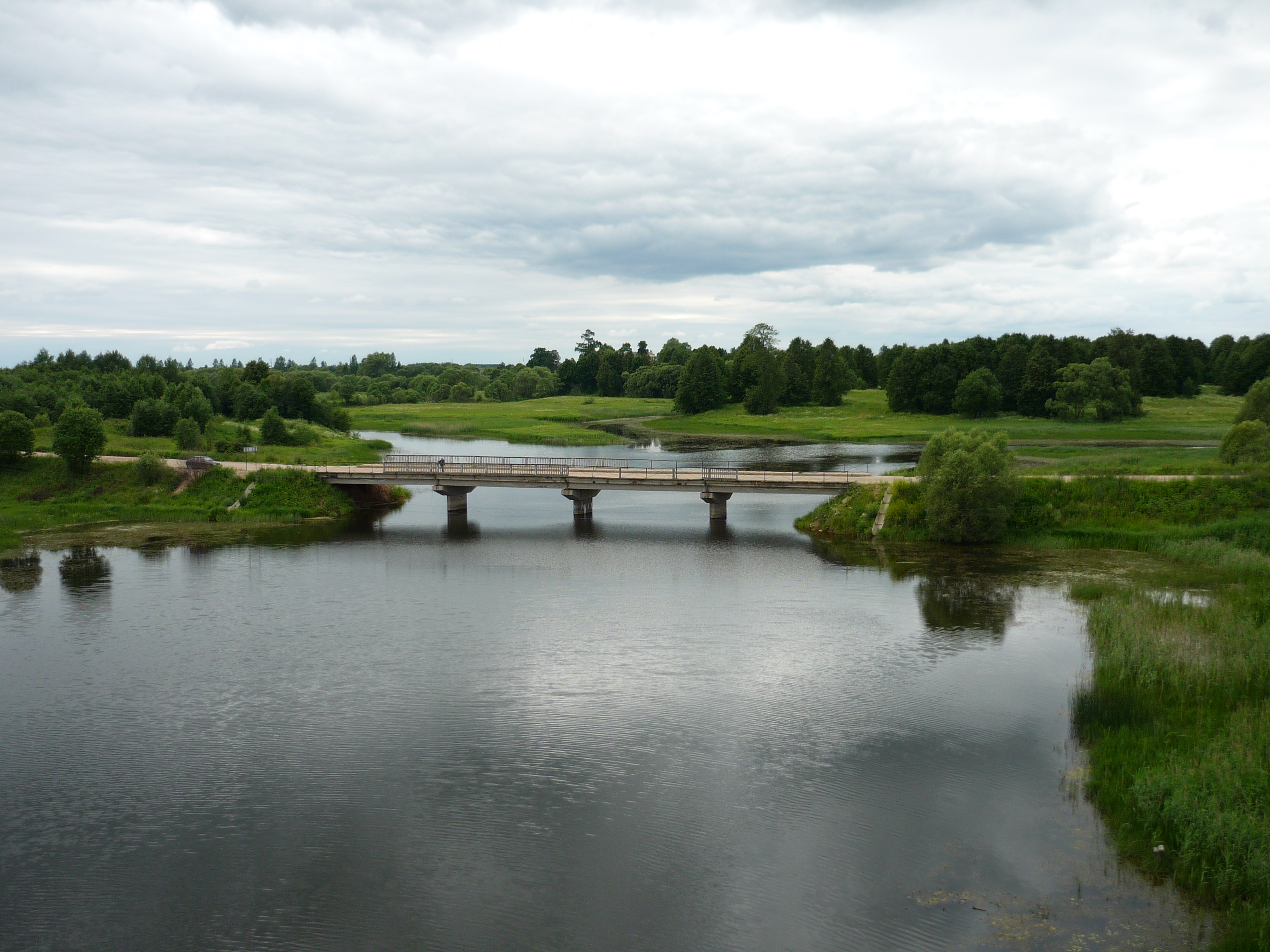
Устье Яблони (за мостом). Яблоня справа.

Исток — в болоте у бывшей деревни Екатеринино Сычёвского района. Направление течения: восток.